# ISO 3166-2:FI
ISO 3166-2:FI — стандарт Международной организации по стандартизации, который определяет геокоды. Является подмножеством стандарта ISO 3166-2, относящимся к Финляндии. Стандарт охватывает 19 областей Финляндии. Каждый геокод состоит из двух частей: кода Alpha2 по стандарту ISO 3166-1 для Финляндии - FI и дополнительного кода, записанных через дефис. Дополнительный код образован двухсимвольным числом. Геокоды областей Финляндии являются подмножеством кодов домена верхнего уровня — FI, присвоенного Финляндии в соответствии со стандартами ISO 3166-1.

## Геокоды Финляндии
Геокоды 19 областей административно-территориального деления Финляндии.
| Геокод | Административная единица | Статус  |
| ------ | ------------------------ | ------- |
| FI-01  | Аландские острова        | область |
| FI-19  | Исконная Финляндия       | область |
| FI-05  | Кайнуу                   | область |
| FI-06  | Канта-Хяме               | область |
| FI-09  | Кюменлааксо              | область |
| FI-10  | Лапландия                | область |
| FI-12  | Похьянмаа                | область |
| FI-11  | Пирканмаа                | область |
| FI-16  | Пяйят-Хяме               | область |
| FI-17  | Сатакунта                | область |
| FI-13  | Северная Карелия         | область |
| FI-14  | Северная Похьянмаа       | область |
| FI-15  | Северное Саво            | область |
| FI-18  | Уусимаа                  | область |
| FI-07  | Центральная Остроботния  | область |
| FI-08  | Центральная Финляндия    | область |
| FI-04  | Южное Саво               | область |
| FI-02  | Южная Карелия            | область |
| FI-03  | Южная Остроботния        | область |

Геокоды Аландских островов по стандарту ISO 3166-1.
| Название          | Alpha2 | Alpha3 | цифровой | Геокод по ISO 3166-2 | Статус  |
| ----------------- | ------ | ------ | -------- | -------------------- | ------- |
| Аландские острова | AL     | ALA    | 248      | FI-AX                | область |

## Геокоды пограничных Финляндии государств
- Россия — ISO 3166-2:RU (на востоке),
- Норвегия — ISO 3166-2:NO (на севере),
- Швеция — ISO 3166-2:SE (на юге и западе).